# 블랙 워터 (2018년 영화)
블랙 워터(Black Water)는 캐나다에서 제작된 파샤 패트리키 감독의 2018년 액션, 스릴러 영화이다. 돌프 룬드그렌 등이 주연으로 출연하였다.

## 출연

### 주연
- 돌프 룬드그렌
- 장 끌로드 반담

### 조연
- 패트릭 킬패트릭
- 재스민 왈츠
- 알 사피엔자
- 애런 오코넬

## 제작진
- 제작총괄: 채드 로
- 제작총괄: 파샤 패트리키